# بارتل بی‌ام ۵
بارتل بی‌ام ۵ (به انگلیسی: Bartel_BM_5) یک هواگرد ملخ‌پیشین تک‌موتوره از نوع هواپیمای آموزشی ساخت شرکت Samolot است. هواگرد بارتل بی‌ام ۵ نخستین پروازش را در ۲۷ ژوئیه ۱۹۲۸ میلادی انجام داد. این هواگرد در سال ۱۹۳۰ میلادی رسماً معرفی گردید و در سال‌های ۱۹۲۹–۱۹۳۰ تولید شده‌است. در مجموع، تعداد ۶۲ فروند از این هواگرد ساخته شده‌است.